# شهرستان وینزر (ورمانت)
شهرستان وینزر، ورمانت (به انگلیسی: Windsor County, Vermont) یک شهرستان در ایالات متحده آمریکا است که در ورمانت واقع شده‌است.

## خصوصیات
شهرستان وینزر ۲٬۵۳۰٫۴۳ کیلومترمربع مساحت دارد.